# Teksas
Teksas (Texas) je savezna država na jugu Sjedinjenih Američkih Država. Pridružio se SAD-u 1845. kao 28. savezna država, nakon što je gotovo deset godina bio neovisna zemlja, Republika Texas.
Ime mu potječe od riječi iz jezika kadojskih naroda Hasinai, táyshaʔ (ili tejas, kako su ga pisali Španjolci), što znači prijatelji ili saveznici. Španjolski su istraživači pogrešno koristili tu riječ za narod i njegovo područje. 
S površinom od 696 241 km2 i 29 145 505 stanovnika, Texas je druga najveća savezna država u SAD-u, kako po površini tako i po stanovništvu. (Aljaska je najveća, a Kalifornija najmnogoljudnija.) 

## Okruzi (Counties)
Texas sa sastoji od 254 okruga (counties).

## Vanjske poveznice
- Science In Your Backyard: Texas  Arhivirana inačica izvorne stranice od 8. ožujka 2021. (Wayback Machine)